# Kościół Świętej Trójcy w Szczecinie (Łasztownia)
Kościół Świętej Trójcy – budowla neogotycka w Szczecinie, na wyspie Łasztownia, zaprojektowana przez szczecińskiego architekta Wilhelma Meyera-Schwartaua. Od 1959 należy do parafii ewangelicko-augsburskiej.

## Historia
Został wzniesiony w latach 1894–1896 na fundamentach starego kościoła gotyckiego, pochodzącego prawdopodobnie jeszcze z XIII wieku, lecz później wielokrotnie przebudowywanego. Pierwotnie nosił wezwanie św. Gertrudy.
Kościół wzniesiony jest z ciemnej cegły, salowy na rzucie krzyża, nieorientowany, ze strzelistą ośmiokątną wieżą przy fasadzie. Wewnątrz znajduje się jedna kondygnacja empor. W ścianach kościoła wmurowanych zostało 5 starych płyt nagrobnych z XVII i XVIII wieku.
Uszkodzony w wyniku działań wojennych i niszczejący kościół św. Gertrudy kilka razy zmieniał właścicieli. 11 września 1945 został przekazany przez władze miasta parafii rzymskokatolickiej, 26 marca 1946 przekazano go Polskiemu Kościołowi Narodowemu, a 14 sierpnia 1948 Ministerstwo Ziem Odzyskanych przydzieliło kościół św. Gertrudy przy ul. Łasztowej Kościołowi metodystycznemu, jednak decyzję tę wstrzymało po niecałym miesiącu. Starania ze strony parafii ewangelickiej w Szczecinie nie przyniosły żadnego rezultatu.
Z kolejną prośbą przekazania kościoła na Łasztowni parafii ewangelickiej wystąpił kaznodzieja ludności niemieckiej w Szczecinie, Paul Gurgel, który ujawnił, że w kaplicy kościoła św. Gertrudy zbierają się na nabożeństwach niemieccy ewangelicy (ponad 500 osób). Parafia niemiecka nie otrzymała jednak zgody na legalne użytkowanie świątyni.
Kościół został przekazany polskiej parafii ewangelickiej w 1959 roku – do tego czasu szczecińscy ewangelicy po roku 1945 korzystali z sali diakonatu „Betania” przy ul. Wawrzyniaka. Po remoncie, 16 października 1960 kościół otrzymał nowe wezwanie – Świętej Trójcy. Na ołtarzu głównym znajduje się umieszczony w neogotyckiej oprawie współczesny obraz „Chrystus w Ogrójcu” H. Ostachiewicza. Neoromańska chrzcielnica przeniesiona została z kaplicy przy ul. Wawrzyniaka w Szczecinie.
Przy kościele od 1995 ma siedzibę ewangelicka instytucja charytatywno-socjalna – Centrum Diakonijne im. ks. Dietricha Bonhoeffera.
W 2019 roku kościół wraz z budynkiem pastorówki i terenem dawnego cmentarza przykościelnego został wpisany do rejestru zabytków pod numerem 1827.

## Organy
Organy zostały wybudowane przez firmę Schlag & Söhne w 1917 roku. Sprowadzono je z opuszczonego kościoła w Wałbrzychu Sobięcinie. Wykorzystywane do liturgii i koncertów, odbywają się warsztaty i sympozja organowe.
Dyspozycja instrumentu:
| Manuał I        | Manuał II                      | Pedał             |
| --------------- | ------------------------------ | ----------------- |
| 1. Bordun 16'   | 1. Geigen-Prinzipal 8'         | 1. Violon 16'     |
| 2. Prinzipal 8' | 2. Vox coelestis 8'            | 2. Subbass 16'    |
| 3. Gambe 8'     | 3. Portunal 8'                 | 3. Violoncello 8' |
| 4. Hohlflöte 8' | 4. Lieblich Gedeckt 8'         |                   |
| 5. Octave 4'    | 5. Aeoline 8'                  |                   |
| 6. Mixtur 3-4f. | 6. Flöte 4'                    |                   |
|                 | 7. Viola 4'                    |                   |
|                 | 8. Gemshorn quinte 2 2/3' u.2' |                   |

## Galeria

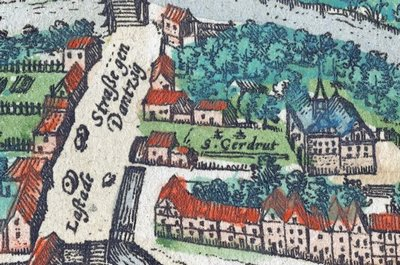
Dawny kościół św. Gertrudy na XVI-wiecznym miedziorycie
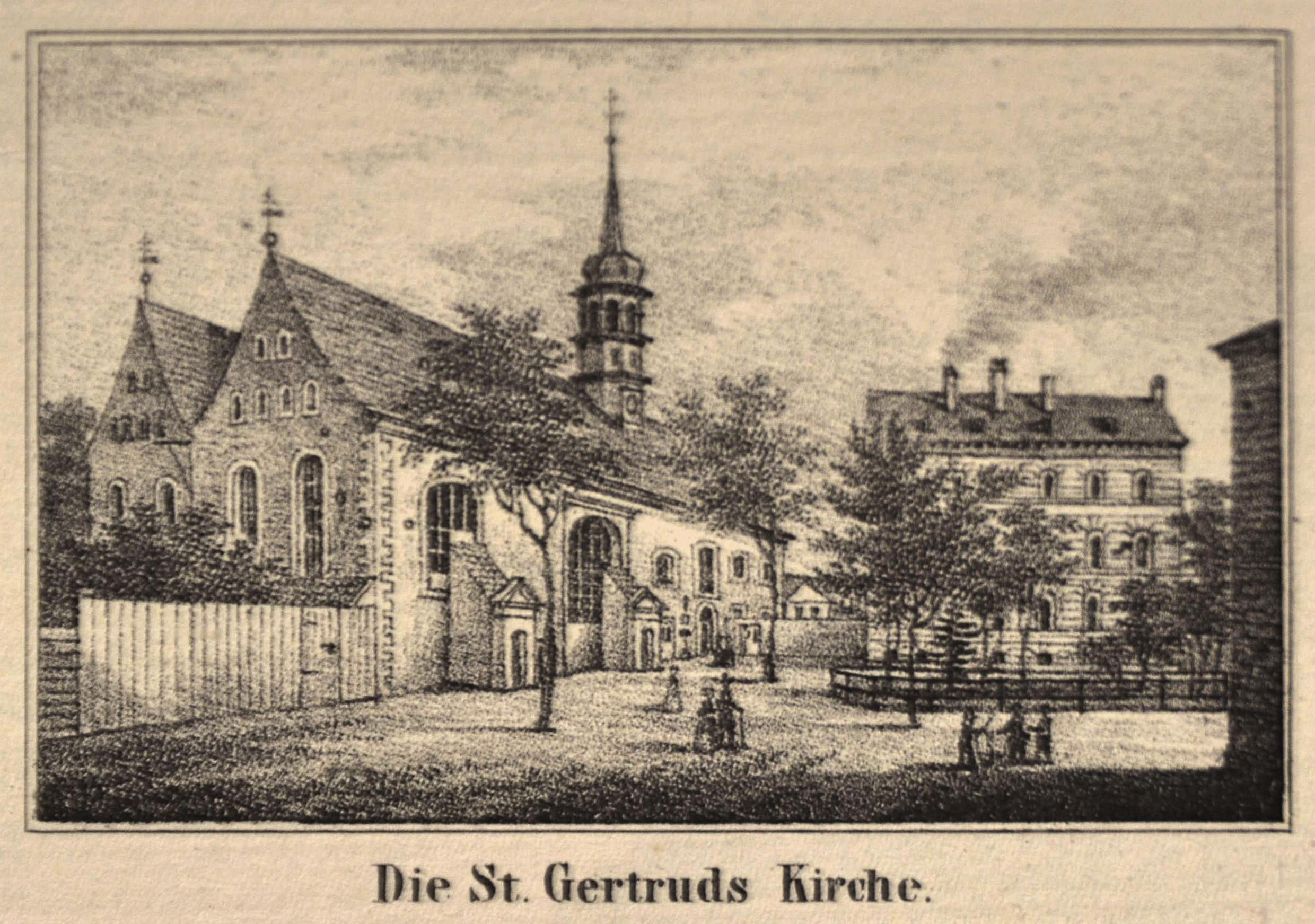
Dawny kościół św. Gertrudy; widok z połowy XIX w. (litografia)
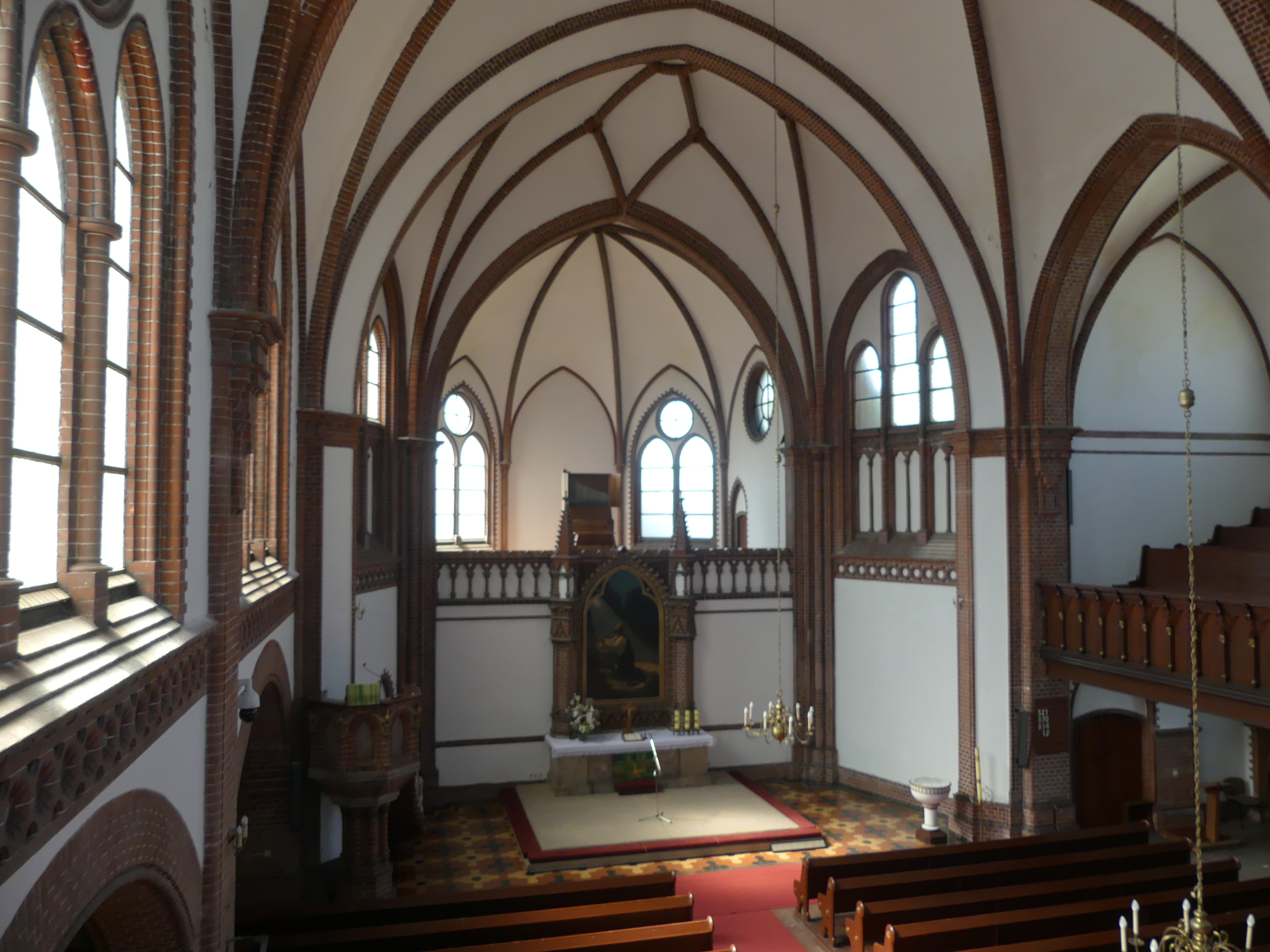
Wnętrze kościoła
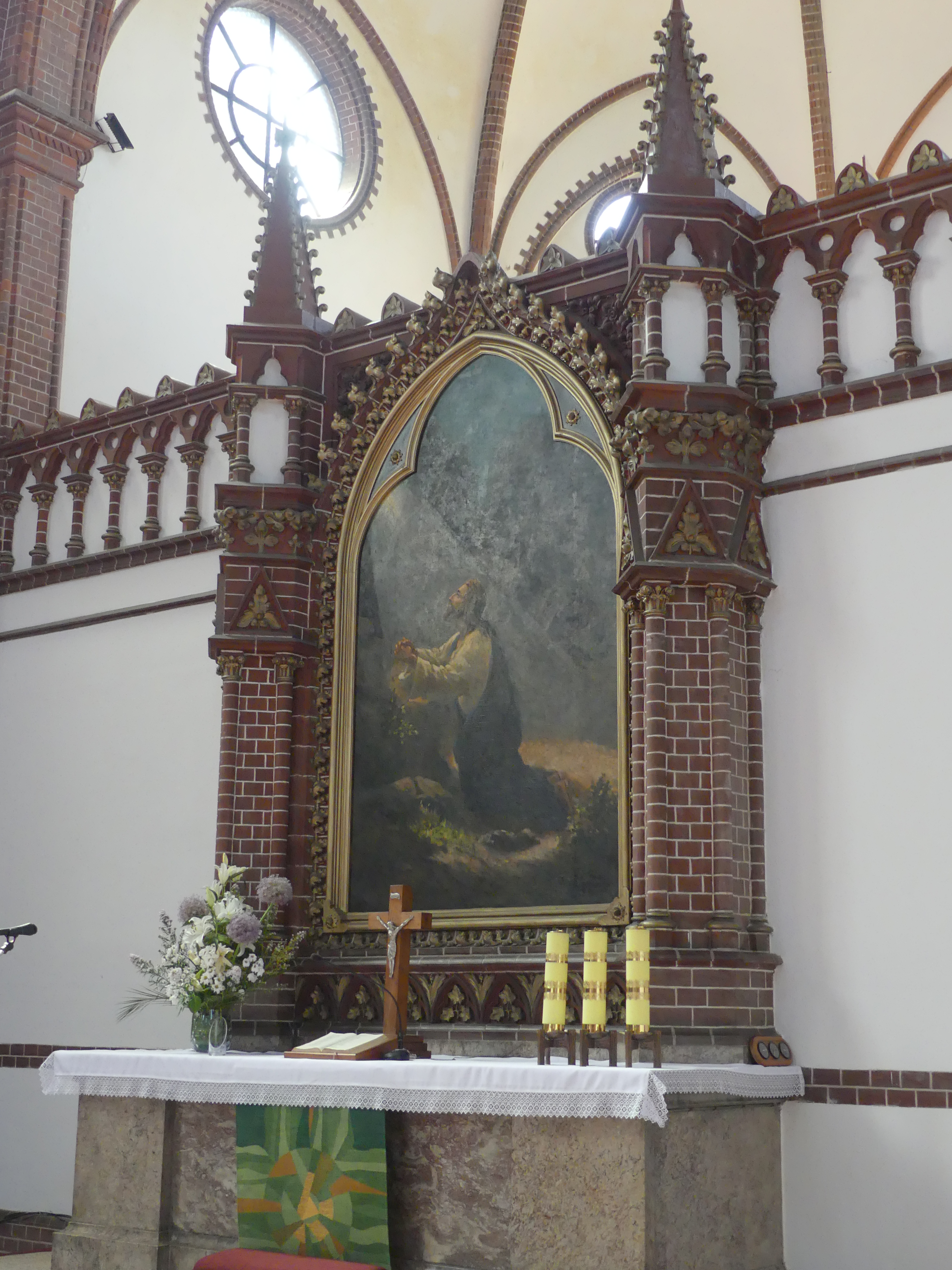
Ołtarz
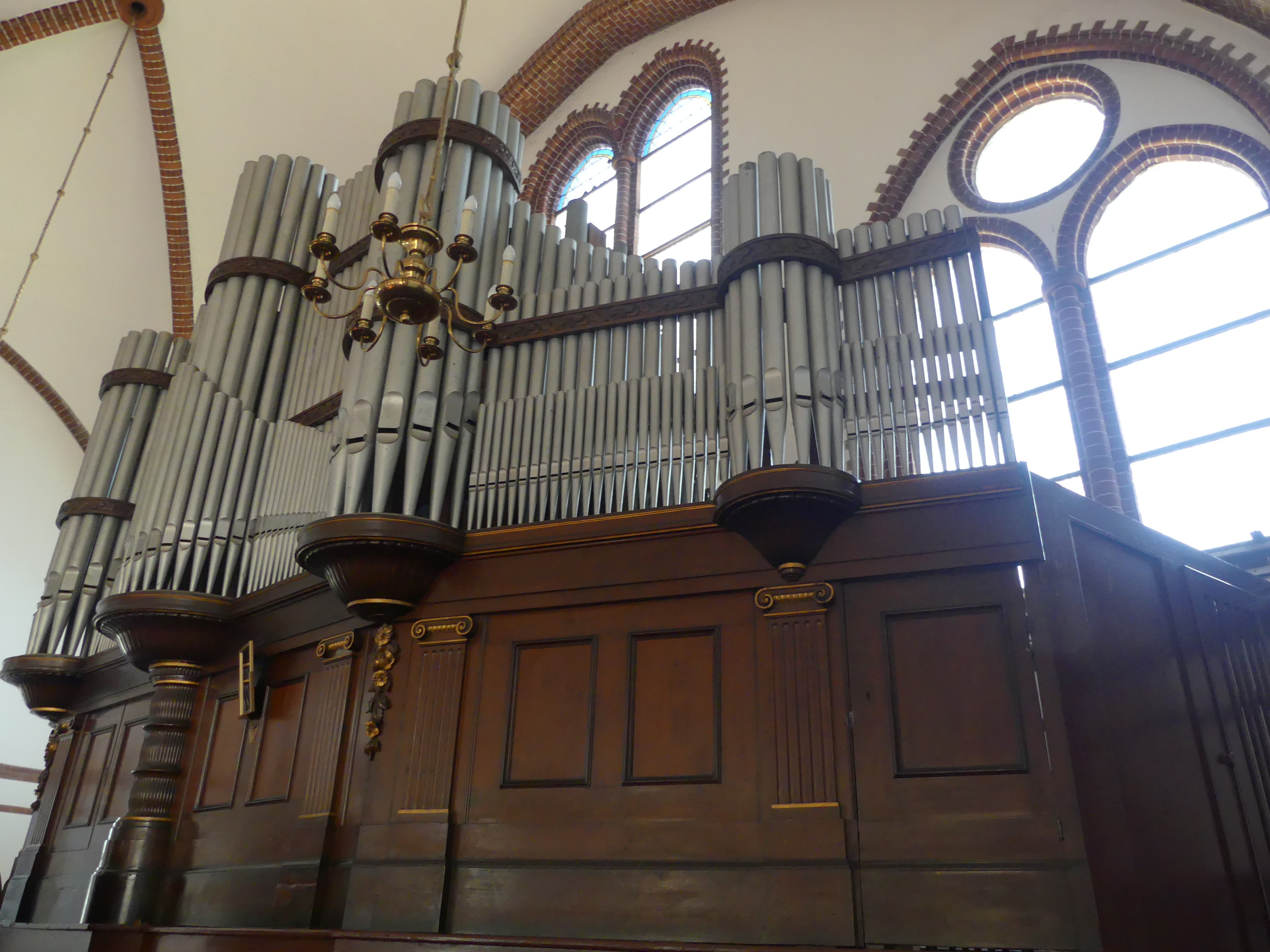
Organy
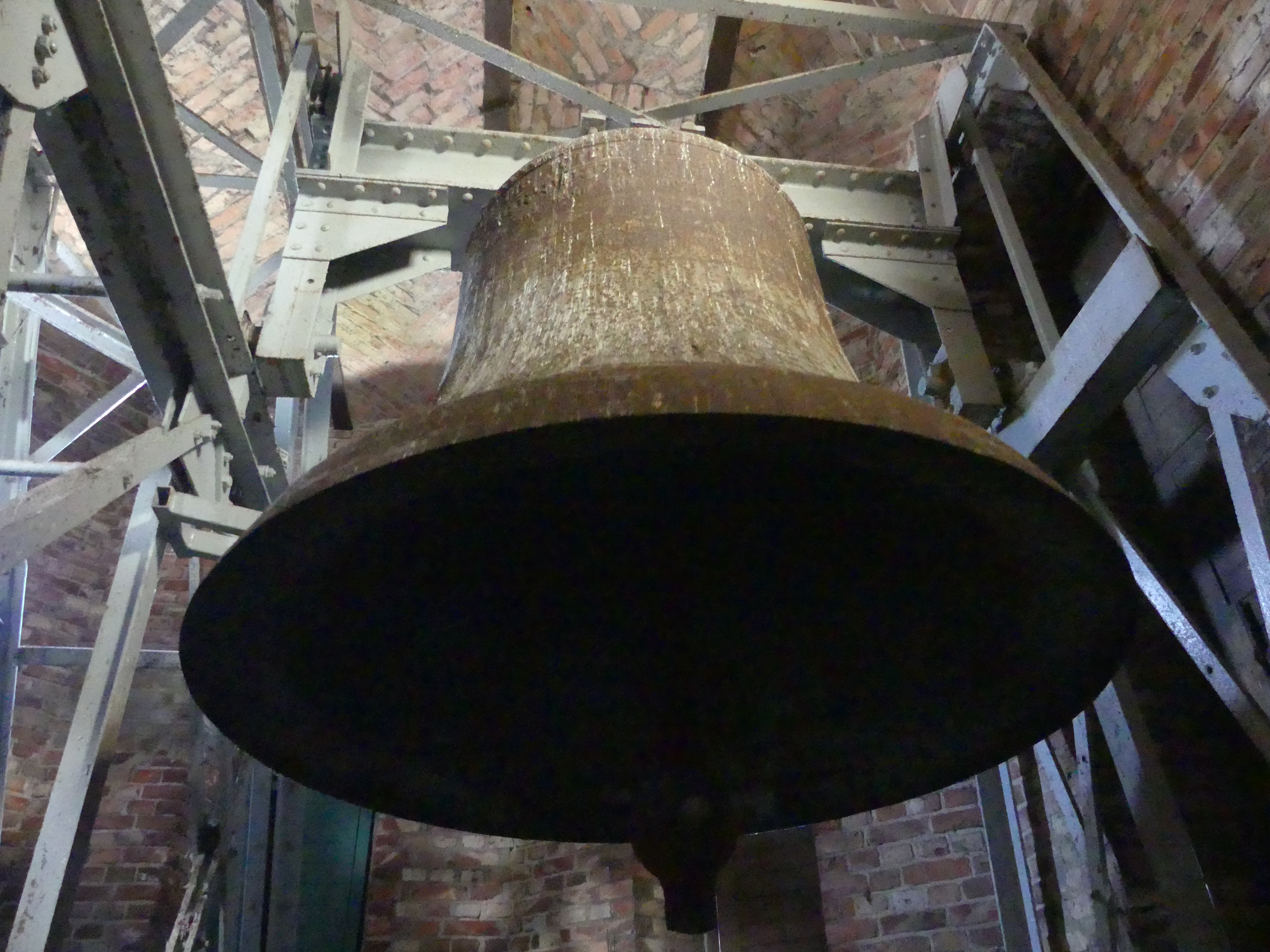
Duży dzwon na wieży kościoła